# Klipper THC
Der Klipper Tennis- und Hockey-Club auf der Uhlenhorst e. V. ist ein Tennis- und Hockeyclub aus Hamburg. Der am 26. Oktober 1888 gegründete Verein hat rund 1600 Mitglieder, davon 500 Jugendliche. Die seit 1920 bestehende Anlage Hoheneichen in Hamburg-Wellingsbüttel bietet zwölf Tennisplätze und drei Hallentennisplätze. Hockey wird auf zwei Großfeld-Kunstrasenplätzen, einem Kleinfeld-Kunstrasenplatz, einem Rasenplatz und in einer Hockeyhalle gespielt. Die historische Anlage  auf der Uhlenhorst wurde 2010 an Aspria verkauft.

## Geschichte
Der Verein wurde 1888 als „Eisbahnverein auf der Uhlenhorst“ gegründet. Neben der Eisbahn auf dem Gelände am Hofweg entstanden schnell weitere Anlagen, die im Laufe der Jahre immer wieder an die Wünsche und Bedürfnisse der Mitglieder angepasst wurden.
1892 wurden auf den Plätzen die ersten Internationalen Deutschen Meisterschaften im Tennis ausgetragen, dann bis 1912 im Wechsel mit dem „Eisbahnverein vor dem Dammthor e. V.“. Der Initiator Carl August von der Meden war Mitgründer und erster Präsident des Deutschen Tennis Bundes.
Neben dem Eisbahnverein wurden eine Reihe weitere Sportvereine gegründet, insbesondere der „Sportplatz-Verein“ 1920, der in den folgenden Jahren die Anlage Hoheneichen aufbaute. Nach verschiedenen Fusionen erhielt der Verein 1935 seinen heutigen Namen.
Nachdem die Tennisanlage in Uhlenhorst für mehrere Jahre an den Betreiber „Aspria“ vermietet worden war, erfolgte Ende 2010 der Verkauf des Geländes.

## Hockey
Die Herren spielen auf dem Feld in der 2. Bundesliga. und in der Halle in der 1. Bundesliga.
Die Damen sind ebenfalls auf dem Feld in der 2. Bundesliga und in der Halle in der 2. Bundesliga.

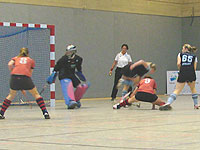
Weibl. Jugend A bei der DM 2009 gegen den Berliner HC.

Die Jugend im Klipper THC ist vor allem im weiblichen Bereich sehr erfolgreich. Die Jahrgänge zwischen 1989 und 1994 wurde mehrfach Deutscher Meister auf dem Feld und in der Halle. Bei den Jungen ist es vor allem der Jahrgang 1992 der überzeugt. Sie sind der erste Jahrgang seit über 20 Jahren der wieder die Deutsche Meisterschaft erreicht hat. Auch der Jahrgang 94/95 ist sehr stark. Sie erreichten bei den Deutschen Hallenmeisterschaften 2009 den dritten Platz. Zudem wurden die Mädchen A der Jahrgänge 2001/2002 in der Feldsaison 2015 Deutscher Vizemeister. Hierbei verloren sie in einem spannenden Duell gegen den UHC, welcher ebenfalls im Hamburger Alstertal ansässig ist. In den letzten Jahren wurde der Klipper THC auch immer erfolgreicher im Männlichen Jugendbereich. Sie wurden Deutscher Vizemeister in der Saison 2023/24.

## Erfolge
- Deutscher Feldhockeymeister der Damen: 2002
- Deutscher Hallenhockeymeister der Damen: 1999, 2001
- Deutscher Feldhockeymeister der Herren: 1952

## Persönlichkeiten
- Ella Seidel, (Tennisspielerin)[2]
- Paul Mendel, Tischtennisspieler und Tennisfunktionär.